# نيل ماكدونو
نيل ماكدونو (بالإنجليزية: Neal McDonough)‏ مواليد 13 فبراير 1966 في بوسطن، ماساتشوستس، الولايات المتحدة، هو ممثل أمريكي بدأ مسيرته الفنية عام 1990.

## الأعمال

### أفلام
- تقرير الأقلية
- أنا أعرف من قتلني
- 88 دقيقة
- المنتقم الأول
- ممرضة ثري دي
- سونيك القنفذ
- قمة

## روابط خارجية
- نيل ماكدونو على موقع IMDb (الإنجليزية)
- نيل ماكدونو على موقع ميتاكريتيك (الإنجليزية)
- نيل ماكدونو على موقع روتن توميتوز (الإنجليزية)
- نيل ماكدونو على موقع قاعدة بيانات الأفلام العربية
- نيل ماكدونو على موقع ألو سيني (الفرنسية)
- نيل ماكدونو على موقع تيرنر كلاسيك موفيز (الإنجليزية)
- نيل ماكدونو على موقع أول موفي (الإنجليزية)
- نيل ماكدونو على موقع قاعدة بيانات الأفلام السويدية (السويدية)
- نيل ماكدونو على موقع إن إن دي بي (الإنجليزية)
- نيل ماكدونو على موقع قاعدة بيانات الفيلم (الإنجليزية)